# Janusz Taborek

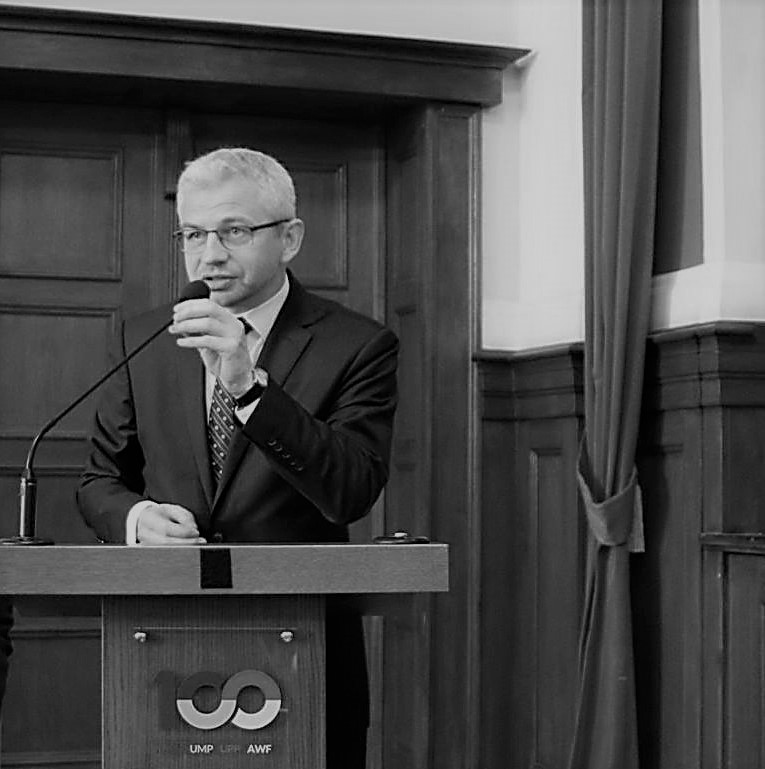
Janusz Taborek (2019)

Janusz Robert Taborek (geb. 1973 in Turek) ist ein polnischer Germanist, Sprachwissenschaftler, Lexikograf und Informatiker. Er ist Professor an der Adam-Mickiewicz-Universität in Poznań und Mitglied des Wissenschaftlichen Beirats des Leibniz-Institutes für Deutsche Sprache in Mannheim.

## Leben
Taborek war Stipendiat der Alexander-von-Humboldt-Stiftung. Von 2004 bis 2005 absolvierte er Forschungsaufenthalte an der Justus-Liebig-Universität Gießen. 1999 war er Stipendiat des Bayerischen Staatsministeriums für Wissenschaft und Kunst an der Universität Passau.
Taborek verfasste 2001 seine Dissertation Verweiswörter im Deutschen und im Polnischen und 2009 seine Habilitationsschrift Subjektsätze im Deutschen und im Polnischen. Syntaktisches Lexikon und Subklassifizierung der Verben an der Adam-Mickiewicz-Universität in Poznań. Seit 2018 ist er Informatikingenieur und seit dem 8. März 2023 Professor für Geisteswissenschaften im Bereich der Linguistik. Außerdem ist er seit dem 1. April 2023 ordentlicher Professor in Poznań. Am Leibniz-Institut für Deutsche Sprache in Mannheim war er von 2018 bis 2019 und 2023 zwecks Forschungsaufenthalten.

## Mitgliedschaften
- 2018–2023: Mitglied des Internationalen Wissenschaftlichen Rates
- seit 2024: Mitglied des Wissenschaftlichen Beirats des Leibniz-Instituts für Deutsche Sprache